# Distretto di Hasanbeyli
Il distretto di Hasanbeyli (in turco Hasanbeyli ilçesi) è uno dei distretti della provincia di Osmaniye, in Turchia.